# Podkowa Leśna
Podkowa Leśna ist eine Stadtgemeinde im Powiat Grodziski der Woiwodschaft Masowien in Polen. Die Kleinstadt liegt westlich von Warschau.

## Partnerstädte
- Piedimonte San Germano, Italien

## Verkehr
An der Bahnstrecke von Warszawa Śródmieście WKD nach Grodzisk Mazowiecki, die von der Warszawska Kolej Dojazdowa (WKD) bedient wird, liegen der Bahnhof Podkowa Leśna Główna (1939–1942 Podkowa Lesna Glowna, 1943–1945 Podkowa Lesna Mitte) sowie die Haltepunkte Podkowa Leśna Wschodnia und Podkowa Leśna Zachodnia.

## Ehrenbürger
- Ryszard Bugaj (2020)[3]
- Zbigniew Bujak (2020)[4]